# تازه‌آرواره‌واران
تازه‌آرواره‌واران (نام علمی: Caenagnathoidea) نام یک بالاخانواده از شاخه طنابداران است.